# Max de Vaucorbeil
Max de Vaucorbeil anche come Max-Adolphe-Théodore-Auguste Romberg (Regione di Bruxelles-Capitale, 22 novembre 1901 – Mougins, 2 aprile 1982) è stato un regista francese naturalizzato belga.

## Filmografia

### Regista
- Autour de votre main, Madame (1930)
- Le chemin du paradis, co-regia di Wilhelm Thiele (1930)
- Princesse, à vos ordres!, co-regia di Hanns Schwarz (1931)
- Il capitano Craddock, co-regia di Hanns Schwarz (1931)
- Ma femme... homme d'affaires (1932)
- Coeurs joyeux, co-regia di Hanns Schwarz (1932)
- Une faible femme (1933)
- Une idée folle (1933)
- Une fois dans la vie (1934)
- La garnison amoureuse (1934)
- Mam'zelle Spahi (1934)
- L'escadrille de la chance (1938)
- Alexis gentleman chauffeur, co-regia di René Guissart (1938)
- Mademoiselle Béatrice (1943)
- Le mariage de Ramuntcho (1947)
- S.O.S. Versailles (1951)
- La promenade de Versailles (1951)
- L'Élysée, maison de la République (1951)
- Bébés animaux (1951)
- Le bal du Moulin-Rouge (1952)
- Mélodie haïtienne (1953)
- Les étoiles ne meurent jamais (1957)
- Jardins de Paris (1960)
- Destin de fleurs (1960)

### Attore
- Le grand rendez-vous, regia di Jean Dréville (1950)